# Odo
Odo ist ein alter deutscher männlicher Vorname.

## Herkunft und Bedeutung des Namens
Das Wort kommt aus dem althochdeutschen ot (= Besitz, Reichtum), germanisch audha;
Odo ist die Kurzform von mit Ot- beginnenden Namen, etwa Otbert, Otfried, Otmar; bedeutet: reicher Erbbesitz.

## Varianten
- Otto, Otho, Udo, Oddo
- Eudes, Odon, Othon (französisch)
- Oddone (italienisch)
- Eudo

## Namenstag
- 2. Juni – Hl. Odo von Canterbury
- 7. Juli – Hl. Odo von Urgell
- 18. November – Hl. Odo von Cluny, zweiter Abt von Cluny

## Bekannte Namensträger
Mittelalter
(chronologisch)
- Eudo von Aquitanien (auch Odo; † 735), als dux (Herzog) oder princeps (Fürst) von Aquitanien
- Odo von Orléans (* vor 798, † 834) ist, so wird weithin angenommen, identisch mit dem älteren Grafen Udo im Lahngau
- Odo von Metz (8./9. Jahrhundert), Architekt Karls des Großen
- Odo von Paris (um 865–898), westfränkischer König (888–898)
- Odo von Cluny (um 878–942), Benediktiner-Abt in Cluny, Heiliger
- Odo von Canterbury, (Odo der Gute) (um 880–959), Erzbischof von Canterbury, Heiliger
- Odo I. (Blois) (* um 950; † 995/996), Graf von Blois, Tours, Chartres, Châteaudun, Beauvais und Dreux, Herr von Chinon und Saumur
- Odo II. (Blois) († 1037), Graf von Blois, Châteaudun, Chartres, Reims, Tours und Beauvais, zudem Graf von Sancerre und Graf von Meaux und Troyes
- Odo III. (Champagne) (franz.: Eudes; † 1093), seit 1089 Graf von Troyes (Champagne), Vitry und Bar-sur-Aube aus dem Haus Blois
- Odo von Bayeux (um 1030–1097), Bischof und Halbbruder Wilhelms des Eroberers
- Odo von Châtillon (auch Odo von Lagery) (um 1035–1099), der spätere Papst Urban II.
- Odo von Meung (11. Jahrhundert), Verfasser des Macer floridus
- Odo I. (Burgund) (~1058–1102), Herzog von Burgund
- Odo von Cambrai (1060–1113), kirchlicher Gelehrter, Abt und schließlich Bischof von Cambrai; Seliger der katholischen Kirche
- Odo von Urgell (1065–1122), spanischer Bischof und Heiliger der katholischen Kirche
- Odo II. (Burgund) (* wohl 1118; † 1162), Herzog von Burgund
- Odo von Saint-Omer (* nach 1159; † um 1218), Konstabler von Tripolis und Herr von Gogulat im Königreich Kleinarmenien
- Odo III. (Burgund) (1166–1218), Herzog von Burgund 1192–1218
- Odo II. von Porhoët († nach 1173), Graf von Porhoët und Regent des Herzogtums Bretagne
- Odo von Champlitte (franz.: Eudes de Champlitte; * 1123, † nach 1187), Feudalherr
- Odo von Sully (1166–1208), Bischof von Paris
- Odo von Cheriton (* ca. 1185; † 1246/47), Theologe, Prediger und Fabeldichter
- Odo von Châteauroux (* um 1190; † 1273), französischer Theologe und römisch-katholischer Kardinal
- Odo von Montbéliard (auch: Hugo, Heude, Eudes oder Otto; * um 1205, † um 1247), Bailli und Konstabler von Jerusalem sowie durch Ehe Fürst von Galiläa
- Odo Poilechien († nach 1286), Statthalter der Anjou-Herrschaft im Königreich Jerusalem
- Odo (Burgund) (1231–1266), durch Ehe Herr von Bourbon sowie Graf von Nevers, Auxerre und Tonnerre
- Odo IV. (Burgund) (1295;–1350), Herzog von Burgund (1315–1350) sowie Graf von Burgund und Graf von Artois (1330–1347)
- Odo  Colonna (1368–1431), der spätere Papst Martin V.

Neuzeit
(alphabetisch)
- Odo Fusi Pecci (1920–2016), italienischer römisch-katholischer Bischof von Senigallia (1971–1997)
- Odo Grötschnig (* 1976), österreichischer Tongestalter und Tonmeister für Kino- und Fernsehfilme
- Odo Krohmann (1911–1987), deutscher Schauspieler und Drehbuchautor
- Odo Lang (1938–2020), Schweizer römisch-katholischer Ordenspriester, Liturgiewissenschaftler und Stiftsbibliothekar
- Odo Marquard (1928–2015), deutscher Philosoph
- Odo Neustädter-Stürmer (1885–1938), österreichischer Politiker
- Odo Ratza (1916–2002), deutscher Brigadegeneral der Luftwaffe der Bundeswehr
- Odo Reuter (1850–1913), schwedischsprachiger finnischer Entomologe und Dichter
- Odo Rumpf (* 1961), deutscher Künstler
- Odo J. Struger (1931–1998), österreichisch-US-amerikanischer Ingenieur und Erfinder
- Odo Tattenpach (1905–1953), deutscher Maler und Bildhauer
- Odo Deodatus Tauern (1885–1926), deutscher Ethnologe; Stammvater der Familie Tauern, einer Nebenlinie der Henckel von Donnersmarcks

Ordensname
- Odo Casel OSB (Johannes Casel; 1886–1948) war Liturgiewissenschaftler und Mitbegründer der Mysterientheologie
- Odo Haas OSB (Walter Haas; 1931–2019), deutscher Benediktiner und Abt des Benediktinerklosters Waegwan in Südkorea
- Odo Lang OSB (1938–2020), Schweizer Benediktiner, Liturgiewissenschaftler und Stiftsbibliothekar im Kloster Einsiedeln
- Pater Odo (OSB), siehe Carl Alexander Herzog von Württemberg

### Fiktive Personen
- Odo von Reims, einer der beiden Protagonisten der Romanreihe Odo und Lupus von Robert Gordian
- Odo aus der TV-Serie Star Trek: Deep Space Nine, siehe: Figuren im Star-Trek-Universum
- Die Eule Odo, Hauptfigur der gleichnamigen Kinder-Animationsserie von 2021, siehe Odo (Fernsehserie)